# Larysa Kondracki
Larysa Kondracki es una guionista y directora de cine y televisión de Canadá. Debutó en el cine con la película de 2011, The Whistleblower, por la que recibió seis nominaciones a los Premios Genies, incluidas las categorías de Mejor película y Mejor director.

## Biografía
Nacida en Toronto, Kondracki estudió teatro y literatura inglesa en la Universidad McGill y más tarde completó su formación cursando un Máster en Bellas Artes en la Universidad de Columbia.
En televisión ha dirigido series como The Walking Dead y Better Call Saul para la cadena AMC.

## Filmografía

### Cine
| Año  | Título            | Créditos              | Notas        |
| ---- | ----------------- | --------------------- | ------------ |
| 2010 | The Whistleblower | Directora y guionista |              |
| 2009 | Viko              | Directora y guionista | Cortometraje |
| 2002 | Little Christmas  | Productora            |              |

### Televisión
| Año       | Título              | Créditos                           | Notas                                                       |
| --------- | ------------------- | ---------------------------------- | ----------------------------------------------------------- |
| 2015      | The Americans       | Directora                          | Temporada 3, Episódio 10: "Stingers"                        |
| 2015      | Better Call Saul    | Directora                          | 2 episódios                                                 |
| 2015      | The Walking Dead    | Directora                          | Temporada 5, Episódio 11: "The Distance"                    |
| 2015      | Reign               | Directora                          | Temporada 2, Episódio 12: "Banished"                        |
| 2014–2015 | Halt and Catch Fire | Directora                          | 2 episodios                                                 |
| 2014      | The Divide          | Directora                          | Temporada 1, Episódio 8: "To Whom Evil Is Done"             |
| 2014      | Graceland           | Directora                          | Temporada 2, Episódio 10: "The Head of the Pig"             |
| 2013–2014 | Covert Affairs      | Directora                          | 3 episódios                                                 |
| 2013–2014 | Rogue               | Directora                          | 6 episódios                                                 |
| 2013      | Copper              | Directora y coproductora ejecutiva | 7 episódio (Director) 13 episódios (Coproductora ejecutiva) |
| 2016      | Gotham              | Directora                          | Temporada 2, Episódio 19: "Azrael"                          |
| 2017      | Legion              | Directora                          | Temporada 1, Episódio 4: "Chapter 4"                        |